# Николай Денков
Николàй Дѐнков Дèнков е български физикохимик и политик от партия Продължаваме промяната. Министър на образованието и науката в три правителства. От 6 юни 2023 г. до 9 април 2024 г. е министър-председател на Република България, избран на поста от XLIX народно събрание.
Роден в Стара Загора през 1962 г., той завършва химия в Софийския университет, където след това работи като преподавател. От 2007 г. е доктор на химическите науки, от 2008 г. е професор, а от 2021 г. е академик на Българската академия на науките.
Денков се ангажира с политическа дейност като заместник-министър на образованието и науката във второто правителство на Бойко Борисов (2014 – 2016). След това е министър на образованието и науката в три служебни правителства:  правителство на Огнян Герджиков (януари – май 2017 г.) и двете на Стефан Янев (май – декември 2021 г.), както и в редовното правителство на Кирил Петков (декември 2021 – август 2022 г.). През октомври 2022 г. е избран за народен представител от „Продължаваме промяната“ и е кандидат на партията за министър-председател, но не събира мнозинство в парламента. След предсрочни парламентарни избори, на 6 юни 2023 година оглавява правителство, подкрепено от „Продължаваме промяната – Демократична България“, ГЕРБ-СДС и ДПС.

## Биография
Роден е на 3 септември 1962 г. в Стара Загора. През 1980 г. завършва Националната природо-математическа гимназия в София. През 1987 г. се дипломира като магистър във Факултета по химия и фармация на Софийския университет „Климент Охридски“. През 1993 г. защитава докторска дисертация на тема „Междучастичкови взаимодействия и агрегиране в колоидни системи“, от 1997 г. е доцент, а от 2008 г. е професор по физикохимия в университета. От 2008 до 2015 г. е ръководител на катедра „Инженерна химия“ и директор на магистърска програма „Дисперсни системи в химичните технологии“ във Факултета по химия и фармация на Софийския университет. От 2007 г. е доктор на химическите науки с дисертация на тема „Течни филми в присъствие на колоидни частици – стабилност и образуване на подредени структури“. Специализира в Япония и в Упсалския университет в Швеция. Работи като водещ учен в изследователските институти на фирмите „Юнилевър“ (САЩ) и „Рон-Пуленк“ (Франция).

### Научна дейност
Автор е на над 130 научни публикации и е ръководител на над 40 международни научни и научно-приложни проекта с външно финансиране. Участва в управляващите комитети на три европейски научни мрежи. Владее английски и руски език.
През октомври 2021 г. е избран за академик на БАН.

### Политическа дейност
Член е на работни групи към Министерството на образованието и науката и Министерския съвет през 2012 и 2013 г. Участва активно в разработването на концепцията на Оперативна програма „Наука и образование за интелигентен растеж“ и в обсъжданията на Споразумението за партньорство за 2013 – 2020 г. между Република България и Европейската комисия.
От август 2014 г. до април 2016 г. е заместник-министър на образованието и науката, отговарящ за висшето образование и европейските структурни фондове, включително за изпълнението на Оперативна програма „Наука и образование за интелигентен растеж“. От 27 януари 2017 до 4 май 2017 г. е служебен министър на образованието и науката. Служебен министър на образованието от 12 май до 13 декември 2021 година, със заместници Генка Петрова-Ташкова, Евгения Пеева-Кирова, Мария Гайдарова и Нели Косева.
На 13 декември 2021 г. със 134 гласа „за“ и 104 гласа „против“ става министър на образованието и науката в кабинета „Петков“. Политическият му кабинет се състои от заместник-министрите Мария Гайдарова, Генка Петрова-Ташкова, Константин Хаджииванов и Ваня Стойнева. На 2 август 2022 г. предава поста на служебния министър на образованието и науката в кабинета на Гълъб Донев – Сашо Пенов.
Избран е за народен представител в 48-ото и 49-ото народно събрание от листите на „Продължаваме промяната“.
На 6 юни 2023 г., след споразумение, постигнато между ГЕРБ-СДС и „Продължаваме промяната – Демократична България“ (ПП-ДБ), Николай Денков е избран за министър-председател на България и оглавява т.нар. кабинет „Денков“. Денков е избран за премиер с гласовете на 132 народни представители – депутатите от ГЕРБ-СДС и ПП-ДБ, както и двама от ДПС. Това са председателят на движението Мустафа Карадайъ и депутатът от ДПС Делян Пеевски, които обясняват след вота, че не подкрепят кабинета като състав, а само готвената конституционна реформа.
Правителството е сформирано с втория мандат – този на ПП-ДБ. Уговорката е то да бъде оглавявано на ротационен принцип – първите 9 месеца премиер да е Денков, а следващите 9 месеца премиер да е Мария Габриел (от ГЕРБ-СДС), която в кабинета „Денков“ е вицепремиер и министър на външните работи в кабинета. На 5 март 2024 г. Денков подава оставката на ръководения от него кабинет в изпълнение на уговорката за ротация между ГЕРБ-СДС и ПП-ДБ. Междувременно обаче политическата обстановка се е променила и кабинетът представен  от Мария Габриел не получава нужната подкрепа, така че се стига до предсрочни избори.

### Личен живот
Николай Денков живее със Славка Чолакова, професор по химия и някогашна негова студентка и докторантка. Двамата имат по две деца от предишни бракове.

## Отличия и награди
Носител е на:
- Голямата награда „Питагор“ на Министерството на образованието, младежта и науката за високи научни постижения (2010 г.)
- Почетния знак със синя лента на Софийския университет „Св. Климент Охридски“ (2013 г.)
- Голямата награда на Софийския университет „Св. Климент Охридски“ за високи научни постижения (2016 г.)